# كابلينغر ميلز (ميزوري)
كابلينغر ميلز (بالإنجليزية: Caplinger Mills)‏ هي إحدى المجتمعات الفردية (غير مصنفة) في ولاية ميزوري في الولايات المتحدة الأمريكية.